# شيرمان إي. بوروز
شيرمان إي. بوروز (بالإنجليزية: Sherman E. Burroughs)‏ هو ضابط أمريكي، ولد في 22 فبراير 1903 في مانشستر في الولايات المتحدة، وتوفي في 23 سبتمبر 1992 في كورونادو في الولايات المتحدة.